# Plectrocnemia altera
Plectrocnemia altera là một loài Trichoptera trong họ Polycentropodidae. Chúng phân bố ở miền Australasia.